# Торбек, Юрий Альфредович
Ю́рий Альфре́дович То́рбек (5 мая 1954, Нарва — 3 января 2003, Краснодар) — советский боксёр второй средней весовой категории, выступал за сборную СССР в 1980-е годы. Чемпион Европы, чемпион национального первенства, финалист Кубка мира, мастер спорта международного класса. После окончания карьеры боксёра работал тренером.

## Биография
Юрий Торбек родился 5 мая 1954 года в городе Нарва, Эстонская ССР. Активно заниматься боксом начал в возрасте четырнадцати лет в местном боксёрском зале у тренера Анатолия Козловского, потом некоторое время представлял Вооружённые силы и, бо́льшую часть карьеры, добровольное спортивное общество «Динамо».
Крепким телосложением не обладал, поэтому в его манере сразу стала преобладать осторожность и сдержанность в работе с партнёрами, а также хорошее маневрирование на ногах для ухода от атакующих соперников. На раннем этапе выиграл турнир на призы ветеранов в Таллинне, победил на молодёжном чемпионате Эстонии, одержал яркую победу на международном молодёжном турнире в немецком Шверине, нокаутиров троих своих с противников. В 1980 году дебютировал на взрослом первенстве Советского Союза.
Первого серьёзного успеха на ринге добился в 1981 году, когда попал в число призёров чемпионата СССР и съездил на чемпионат Европы в Тампере, где одолел всех своих соперников и получил золотую медаль — за это достижение ему присвоено звание мастера спорта международного класса. В 1982 году Торбек сумел дойти до финала на Кубке мира и до четвертьфинала на чемпионате мира в Мюнхене, проиграв будущему чемпиону мира среди профессионалов американцу Айрену Баркли, а в 1983-м вновь стал бронзовым призёром национального первенства.
В 1984 году Юрий Торбек перешёл в первую тяжёлую весовую категорию и выиграл на чемпионате СССР уже третью бронзовую медаль. Но наиболее успешным в плане национальных первенств для него оказался 1985 год, когда в категории до 81 кг он переиграл всех оппонентов и стал наконец чемпионом Советского Союза. Вскоре после этих соревнований принял решение завершить карьеру в сборной, всего в его послужном списке 320 боёв, из них 285 окончены победой.
Впоследствии работал тренером в Краснодаре в ВДСО Профсоюзов.
Умер 3 января 2003 года в Краснодаре.